# La hora de la verdad (álbum)
La hora de la verdad es el séptimo álbum musical hecho por la banda chilena de rock Metal Sinergia. El disco se caracteriza por tener una variedad de ritmos y estilos musicales mezclados por el ya conocido metal pajarón que la banda habitúa tocar. El álbum contó con bastantes artistas en la mayoría de los temas del álbum como por ejemplo Joe Vasconcellos en "Lo leí en Internet", Grass Bass en "Lo vamos a pasar bacán", etc. 
Varios temas se preestrenaron en el concierto por los 25 años de la banda, realizado el 12 de agosto de 2017 en el Teatro Cariola. El disco se lanzaría de forma casi íntegra en el Club Chocolate el 7 de diciembre de 2017.

## Lista de canciones
| N.º   | Título                                                                                        | Duración |  |
| 1.    | «Yo mojo la camiseta» (Canta DJ Panoramix, colaboración con Jorge Garcés y Rodrigo Sepúlveda) | 4:15     |  |
| 2.    | «Amores de gamers» (Colaboración con Sebastián Chiporro y GrassBass)                          | 3:39     |  |
| 3.    | «Lo leí en Internet» (Colaboración con Joe Vasconcellos y Da Silva)                           | 3:13     |  |
| 4.    | «Multititulado»                                                                               | 2:57     |  |
| 5.    | «Lo vamos a pasar bacán» (Colaboración con GrassBass)                                         | 3:31     |  |
| 6.    | «Pornoadicto»                                                                                 | 3:35     |  |
| 7.    | «Déjala ir»                                                                                   | 3:09     |  |
| 8.    | «Las cosas simples son mejores» (Colaboración con Ernesto "Experto" Cruz)                     | 3:07     |  |
| 9.    | «Grabémonos» (Colaboración con Piero Duhart)                                                  | 3:22     |  |
| 10.   | «Abejas» (Colaboración con Mosquitas Muertas)                                                 | 3:21     |  |
| 11.   | «Déjenme pasar»                                                                               | 2:56     |  |
| 37:51 |                                                                                               |          |  |

## Créditos
Sinergia son
- "Rodrigo Don Rorro" Osorio- Voz
- Pedro "Pedrales" López - Guitarra
- Ariel "Arielarkos" González - Bajo
- Bruno "Brunanza" Godoy - Batería
- Paul DJ Panoramix Eberhard - Tornamesa, Samples

Créditos disco
- Producido por Bruno Godoy
- "Déjenme pasar" producido por Andrés Godoy y Bruno Godoy
- Grabado por Gonzalo González E., Cristóbal Arriagada y Jaime García.
- Asistentes Joaquín Cornejo y Claudio Becerra.
- Mezclado y masterizado por Gonzalo González E.
- CHT Estudios, Santiago Chile.

- Datos: Q86659723